# مهرجان إدنبرة السينمائي الدولي
مهرجان إدنبرة السينمائي الدولي مهرجان سينمائي الدولي (EIFF) لمدة أسبوعين سنويًا لعروض السينما والأحداث ذات الصلة التي تقام في شهر يونيو. تأسس عام 1947، وهو أقدم مهرجان للأفلام في العالم.
 يقدم المهرجان أفلامًا بريطانية ودولية (جميع الألقاب هي جوائز عالمية أو دولية أو أوروبية أو بريطانية) بجميع أنواعها وأطوالها. كما يقدم استعراضا تحت عنوان وغيرها من البرامج المتخصصة. كانت نسخة عام 2016 هي رقم 70.